# Chachanda
Chachanda is een census town in het district Murshidabad van de Indiase staat West-Bengalen.

## Demografie
Volgens de Indiase volkstelling van 2001 wonen er 10.300 mensen in Chachanda, waarvan 51% mannelijk en 49% vrouwelijk is. De plaats heeft een alfabetiseringsgraad van 35%.